# Venezuela y el patrocinio al terrorismo
El gobierno venezolano de Hugo Chávez (1999-2013) prestó apoyo económico, político y militar a las Fuerzas Armadas Revolucionarias de Colombia - Ejército del Pueblo (FARC-EP), al Ejército de Liberación Nacional (ELN), apoyo que ha continuado durante la gestión de su sucesor Nicolás Maduro con apoyo al ELN y las Disidencias de las FARC-EP. Adicionalmente, miembros del grupo ETA se han radicado en Venezuela después de su huida de España.
Para 2018, el grupo de investigación InSight Crime ha reportado que el Ejército de Liberación Nacional (ELN) opera en al menos 12 de los 23 estados de Venezuela. La ONG venezolana Fundación Redes (Fundaredes) en 2018 documentó más de 250 denuncias de venezolanos que fueron víctimas de reclutamiento por grupos irregulares colombianos. El reclutamiento ha sido denunciado también por medios colombianos.

## Gobierno de Hugo Chávez
En 2002, las periodistas venezolanas Marianella Salazar, Ibéyise Pacheco, Marta Colomina y Patricia Poleo presentaron un video de un encuentro entre el ejército venezolano y las FARC-EP de junio del 2000. Pacheco declaró que en el diálogo que se escucha en el video entre el comandante de la operación venezolana y el jefe del frente 33 de las FARC-EP, Rubén Zamora, se habla de buenas relaciones entre ambas partes. El general en jefe de las Fuerzas Armadas, Lucas Rincón, afirmó que la grabación muestra tan solo una misión humanitaria del Ejército.
En 2006, Estados Unidos impuso a Venezuela un embargo de armas que prohibía todas las ventas y retransferencias de armas comerciales estadounidenses a Venezuela. El Departamento de Estado de los Estados Unidos declaró que Venezuela no estaba cooperando plenamente con los esfuerzos antiterroristas de Estados Unidos.
El 16 de diciembre de 2007, el periodista John Carlin publicó un artículo en el diario español El País en el que, citando a cuatro desertores de las FARC-EP y a varias fuentes diplomáticas y de inteligencia, describía una "amplia y sistemática cooperación que ciertas autoridades venezolanas prestan a las FARC-EP en sus operaciones de narcotráfico". Según los desertores, las autoridades venezolanas brindaron protección a al menos cuatro campamentos de la guerrilla colombiana en territorio venezolano, y uno de ellos afirmó que "la Guardia Nacional y el Ejército ofrecen sus servicios a cambio de dinero", y las fuentes de inteligencia dijeron tener información "sólida" de que Íngrid Betancourt, candidata presidencial colombiana secuestrada por las FARC-EP, se encontraba en Venezuela.
El gobierno de Chávez no consideraba a las FARC-EP como grupos terroristas y solicitó un estatus beligerante para dicho grupo, y que fueran excluidas de las listas de organizaciones terroristas de los gobiernos latinoamericanos y de la Unión Europea. Chávez específicamente declaró al presentar su informe anual de 2007 ante la Asamblea Nacional de Venezuela que las FARC-EP "no son un cuerpo terrorista, son verdaderos ejércitos que ocupan espacio en Colombia, hay que reconocerlos, son fuerzas insurgentes que tienen un proyecto político, un proyecto bolivariano, que aquí se respeta". El presidente de la Comisión Europea, José Manuel Barroso, rechazó la propuesta y reafirmó la posición de la Comunidad Europea respecto a la calificación de terroristas de las FARC-EP.
Dentro de las pruebas que más resonancia han tenido sobre la presencia de las FARC-EP, se cuentan fotografías satelitales y video de inteligencia, donde se aprecian estructuras similares a campamentos (con zonas de vivienda y entrenamiento militar) en el lado venezolano de la frontera con Colombia, que pertenecían presuntamente a la guerrilla de las FARC-EP. En un principio, el canciller venezolano Nicolás Maduro negó la existencia de estos campamentos y rechazó la propuesta de visitar la zona junto con observadores internacionales para verificar las denuncias presentadas. Desde 2008 se reportaron extorsiones por parte de las FARC-EP a ciudadanos venezolanos dentro de dicho territorio, a los cuales se les entrega su respectivo recibo de pago. El 4 de febrero de 2010, las agencias federales estadounidenses CIA y FBI aseguraron en un informe que "Chávez apoyaba de manera encubierta a las FARC-EP".
En 2010, el líder del grupo terrorista español ETA Iñaki de Juana Chaos huyó a Venezuela desde Irlanda del Norte en 2010 mientras apelaba una orden de extradición en España. Para 2015, vivía y tenía una licorería Chichiriviche. Ese mismo año residían en Venezuela al menos otros dos dirigentes de ETA: Arturo Cubillas y Xabier Arruti Imaz.

## Gobierno de Nicolás Maduro
Para 2018, el grupo de investigación InSight Crime ha reportado que el Ejército de Liberación Nacional (ELN) opera en al menos 12 de los 23 estados de Venezuela. La ONG venezolana Fundación Redes (Fundaredes) en 2018 documentó más de 250 denuncias de venezolanos que fueron víctimas de reclutamiento por grupos irregulares colombianos. El reclutamiento ha sido denunciado también por medios colombianos.El gobierno de Nicolás Maduro ha sido tolerante con el ELN. InSight Crime ha explicado que "la expansión del ELN en Venezuela ha estado marcada por la inacción e incluso el aliento del gobierno de Maduro hacia el grupo", y la ONG venezolana Fundaredes ha denunciado que militares venezolanos ha podido armar a miembros de la agrupación.
El 23 de enero de 2019, al comienzo de una nueva ola de protestas en Venezuela, se denunció que grupos armados integrados por miembros del ELN y de las disidencias de las FARC-EP, con apoyo de la Policía Nacional Bolivariana (Fuerzas de Acciones Especiales), asesinaron a dos venezolanos, Eduardo José Marrero y Luigi Ángel Guerrero, durante una protesta el 23 de enero en la ciudad de San Cristóbal, en el fronterizo estado Táchira. Otros manifestantes resultaron heridos por arma de fuego durante en el ataque. En nombre del ELN, el 15 de marzo de 2019 uno de los líderes del Frente de Guerra Oriental, Álvaro Díaz Tarazona, jura lealtad absoluta a Nicolás Maduro. El 24 de abril de 2019, el diputado del estado Táchira Franklyn Duarte denunció que grupos violentos marcaron la casa de varios dirigentes opositores en el estado con el acrónimo del Ejército de Liberación Nacional, junto a la suya, cuyo portón fue arremetido con piedras. Duarte también denunció que se dejaron panfletos debajo de las puertas de las viviendas con su nombre y el de otros políticos opositores en los cuales los acusan como "terroristas".El 28 de julio de 2019, durante el XXV Foro de São Paulo celebrado en Caracas, Nicolás Maduro declaró que los disidentes de las FARC-EP Iván Márquez y Jesús Santrich eran "bienvenidos" a Venezuela y al Foro de São Paulo.
En 2019, la Asamblea Nacional de Venezuela designó a los colectivos como grupos terroristas por «sus acciones paramilitares de violencia, amedrentamiento, asesinatos y demás delitos», declarando las actuaciones de estos como terrorismo de Estado.
El 2021, el activista venezolano Javier Tarazona le solicitó al Ministerio Público de Venezuela una investigación sobre la relación de funcionarios gubernamentales con el ELN, presentando una fotografía en la que aparecía Ramón Rodríguez Chacín con su esposa Carola y los líderes guerrilleros del ELN Nicolás Rodríguez Bautista ("Gabino"), Eliecer Chamorro Acosta ("Antonio García") e Israel Ramírez Pineda ("Pablo Beltrán"). Al día siguiente, Tarazona y otros dos activistas fueron detenidos por el Servicio Bolivariano de Inteligencia y acusados de "incitación al odio, terrorismo y traición". Para 2024, Tarazona continuaba detenido.